# Knüllgebirge
Le Knüllgebirge o Knüll sono una piccola catena montuosa dell'Assia, nella Germania centrale. Situata a circa 45 chilometri a sud di Kassel, culmina nell'altura dell'Eisenberg, a 635 metri sul livello del mare. La zona ha una bassa densità di popolazione in confronto alle aree circostanti ed è coperta da foreste. Il centro abitato principale è Schwarzenborn.